# Keep Ya Head Up
«Keep Ya Head Up» — третій сингл американського репера Тупака Шакура з його другого студійного альбому Strictly 4 My N.I.G.G.A.Z. Пісню присвячено жінкам та Латаші Гарлінс. У пісні виконавець закликає чоловіків поліпшити ставлення до жінок. RIAA сертифікувала окремок золотим.

## Продакшн і реліз
На біті як семпл використано «Be Alright» Zapp & Roger, а у приспіві — «O-o-h Child» The Five Stairsteps, на якому у свою чергу — «Prince of Darkness» Big Daddy Kane. Сиквел «Baby Don't Cry (Keep Ya Head Up II)» вийшов на посмертній платівці Still I Rise (1999).
Ремікс Лайфа Дженнінґса увійшов до альбому The Phoenix (2006). Оригінал потрапив до саундтреку «Вільні письменники».

## Відеокліп
Відео розпочинається словами «Dedicated to the memory of Latasha Harlins, it's still on», що є посиланням на лос-анджелеський бунт (1992). Шакур читає реп у середині кола, оточений натовпом людей, у деяких сценах тримає маленьку дитину. У кліпі також з'являється його матір Афені Шакур.

## Живі виступи
Тупак виконав трек разом з Thug Life та Дейвом Голлістером на Yo! MTV Raps у 1993. Співачка Джене Айко виступила з кавер-версією на Rap-Up TV 2013. Nas виконав композицію на VH1 Hip Hop Honors 2004 та MTV Rap Memorial 2005.

## Відгуки
| Публікація            | Країна          | Рейтинг                               | Рік  | Позиція |
| --------------------- | --------------- | ------------------------------------- | ---- | ------- |
| Брюс Поллок           | США             | «7500 найважливіших пісень 1944–2000» | 2005 |         |
| Зала слави рок-н-ролу | США             | «Пісні, що сформували рок»            | 2011 |         |
| About.com             | США             | «Топ-100 реп-пісень»                  |      | 11      |
| The Guardian          | Велика Британія | «1000 пісень, які має почути кожен»   | 2009 |         |

## Список пісень
Максі-CD
1. «Keep Ya Head Up» — 4:29
2. «Keep Ya Head Up» (Vibe Tribe Remix) — 4:28
3. «Keep Ya Head Up» (Madukey Remix) — 4:17
4. «Rebel of the Underground» — 3:18
5. «I Wonder If Heaven Got a Ghetto» — 4:41

Промо-12"
1. «Keep Ya Head Up» (Edit) — 4:12
2. «Keep Ya Head Up» (Vibe Tribe Remix) — 4:28
3. «Keep Ya Head Up» (Madukey Remix) — 4:17
4. «I Get Around» (Remix) — 3:51

## Чартові позиції
| Чарт (1993)                             | Найвища позиція |
| --------------------------------------- | --------------- |
| США (Billboard Hot 100)                 | 12              |
| США (Hot R&B/Hip-Hop Songs) (Billboard) | 7               |